# بییارتا د لس منتس
بییارتا د لس منتس (به اسپانیایی: Villarta de los Montes) یک شهرستان در اسپانیا است که در استان باداخس واقع شده‌است.